# Торре-дель-Греко

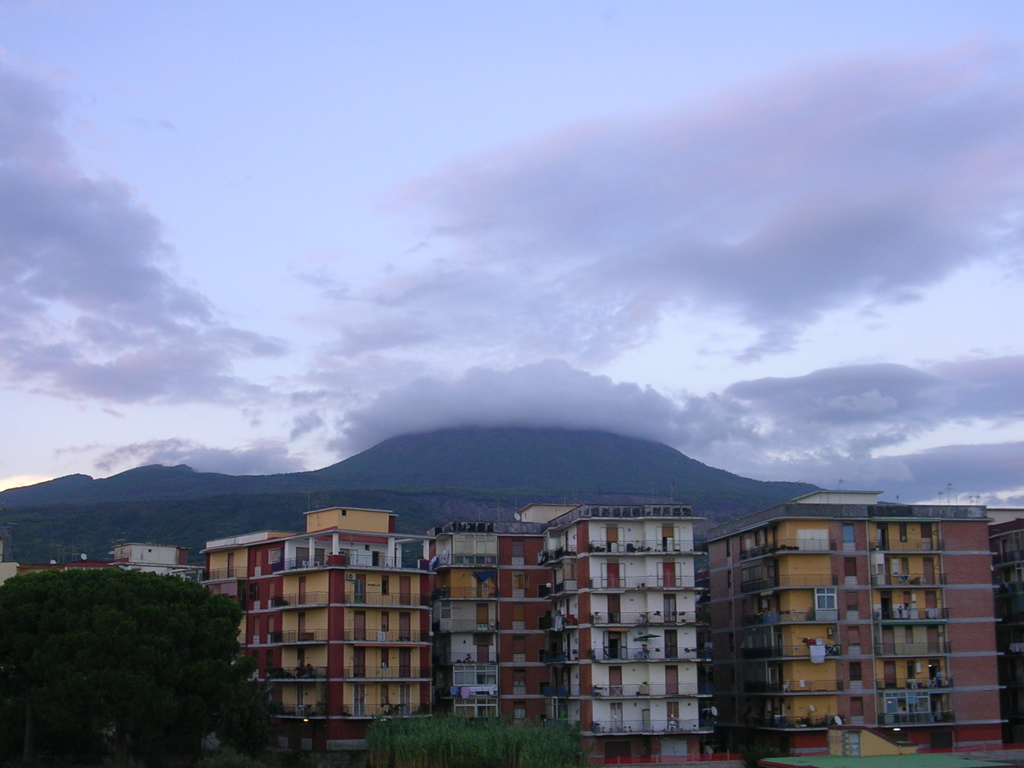
Торре-дель-Греко и вулкан Везувий

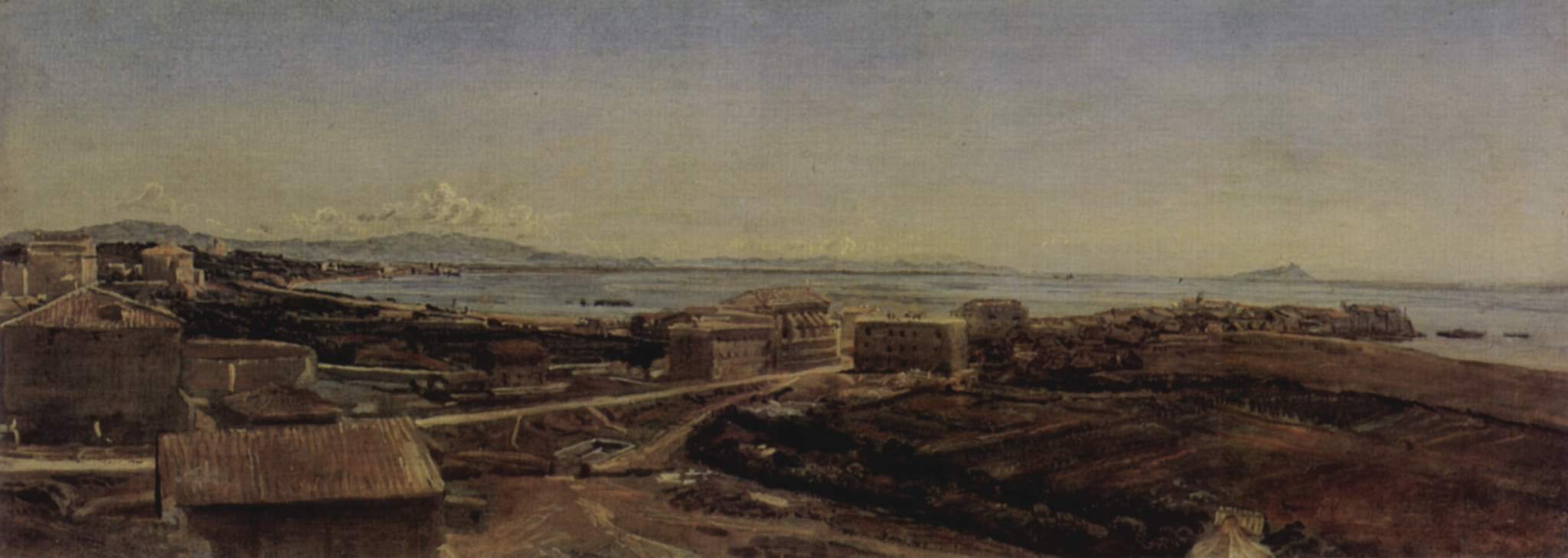
Торре-дель-Греко. Картина А. А. Иванова

То́рре-дель-Гре́ко (итал. Torre del Greco, неап. Torre d’’o Grieco, Torre 'o Grieco) — город в Италии, располагается в регионе Кампания в провинции Неаполь.
Покровитель города — Святой Януарий, празднование 19 сентября, 8 декабря.

## Географическое положение
Город лежит между вулканом Везувий и Неаполитанским заливом.
Соседние коммуны: Боскотреказе, Эрколано, Торре-Аннунциата, Треказе.

## История
Во времена Римской Империи в Торре-дель-Греко, предположительно пригороде древнего Геркуланиума, располагались виллы римских патрициев. В 79 году извержение вулкана Везувий уничтожило этот посёлок.
Около 700 года на месте Торро-дель-Греко существовал посёлок Туррис-Октава (лат. Turris Octava, Turris de Octava).
В 880 году территория города была заселена сарацинами. Название Торре-дель-Греко впервые упоминается в 1015 году. По легенде оно было дано городу то ли в честь отшельника, жившего в башне, то ли в честь особенного вина, завезённого из Греции.
Торре-дель-Греко был частью владений Неаполитанского королевства, пока король Альфонс V Арагонский не передал его семейству Карафа.
В 1631 году Торре-дель-Греко вновь был разрушен извержением Везувия.
В 1699 году жители города выкупили его за 106 000 дукатов у своего лендлорда маркиза Монфорта, и с тех пор город процветал, развиваясь как приморский торговый и рыболовецкий порт. В это же время возникла и традиция изготавливать украшения из кораллов.
В 1794 году исторический центр Торре-дель-Греко был погребён под 10-метровым слоем лавы.
Во времена французского господства короля Мюрата Торре-дель-Греко со своими 18 000 жителей был третьим по величине городом Неаполитанского королевства после Неаполя и Фоджи.
Начиная с XVI века зажиточные семейства и дворянство Италии стали строить здесь свои летние резиденции. Самая примечательная из них — Палаццо Матераццо, служившая в 70 годы XX века школой танцев. После землетрясения 1980 года она была захвачена лишившимся крова бедняками.
В конце XIX-начале XX века город был популярным летним курортом зажиточных итальянцев.
В те годы Торре-дель-Греко был знаменит своими кафе и ресторанами, особенно кафе Гран Кафе Палумбо в стиле модерн. Среди известных итальянцев, ежегодно проводивших здесь лето, был комедийный актёр Тото. Своей популярностью город был обязан прекрасным пляжам, живописным фермам, виноградникам и близостью к вулкану Везувий. Отсюда же начинался маршрут для туристов, взбиравшихся на гору, а позже был построен фуникулёр, доставлявший желающих из города к кратеру вулкана.
Во время Второй мировой войны в городе располагался немецкий склад боеприпасов, вследствие чего он не раз испытал на себе бомбёжки.
После Второй мировой войны туризм быстро пришел в упадок, с появлением большого числа автомобилей фуникулёр перестал использоваться, а следовательно, отпала и основная причина посетить город. Кроме того, урбанизация и рост населения уничтожили очарование этого места, а туристические потоки переместились в Сорренто и на побережье Амалфи. Теперь мало что напоминает о времени былого расцвета.
Главной отраслью экономики города остаётся производство изделий и украшений из перламутра и кораллов, в частности камей. В этой индустрии заняты около 1000 жителей, кораллы преимущественно доставляются из Азии.

## Демография
Динамика населения:

## Города-побратимы
- Монтесаркьо, Италия

## Достопримечательности
- Руины римских зданий, включая так называемую Виллу-Сора (I век), вероятно собственности династии Флавиев.
- Монастырь Цокколанти с 28 фресками, описывающими житие святого Франциска Ассизского.
- Церковь Святого креста, чья колокольня в стиле барокко сгорела в потоках лавы в 1794 году.
- Церковь Святого Михаила постройки XVII века.
- Вилла-делле-Джинестре, где останавливался поэт Джакомо Леопарди.
- Музей кораллов.

## Знаменитые уроженцы
- Альбанезе, Франческо (1912—2005) — итальянский тенор
- Аккардо, Сальваторе (1941) — итальянский скрипач, дирижёр
- Дзингарелли, Николо Антонио (1752—1837) — композитор
- Онорато, Антонио (1964) — композитор и гитарист